# Henk Breeveld
H.M. (Henk) Breeveld (Vleuten, 16 september 1929 – Tilburg, 16 september 2018) was een Nederlands politicus van de KVP en later het CDA.
In januari 1968 werd hij de gemeentesecretaris van Tubbergen en eind 1973 volgde zijn benoeming tot burgemeester van Bladel en Netersel. In 1987 werd Breeveld de burgemeester van Drunen wat hij tot zijn pensionering in oktober 1994 zou blijven. Vanaf april 1995 was hij nog een half jaar waarnemend burgemeester in Lith. In de zomer van 2000 werd hij opnieuw waarnemend burgemeester van Lith ter tijdelijke vervanging van de zieke Ria van Hoek-Martens wat uiteindelijk ongeveer een jaar zou duren. Hij overleed in 2018 op de dag dat hij 89 jaar werd.